# 呂壱
呂 壱（りょ いつ、? - 238年?）は、中国三国時代の呉の官僚。

## 生涯
呂壱は苛烈な性格で、法を振りかざして厳格に適用する酷吏であり、些細な罪であっても必ず上奏して糾弾した。中書典校として諸官府および州郡の文書監査官を務めていた頃、極めて厳格で、権力があった朝廷の重臣や有力豪族ですら恐れずに無法を摘発したので、非常に恐れられたという。その上、些細な罪による弾劾もあったため、多くの重臣が罪を得る。主な件には、顧雍・朱拠・鄭冑・刁嘉といった家臣らが弾劾を受けた記録があるが、それぞれ釈放されている。また、各種の専売利益をほしいままにしたという。
潘濬は呂壱の専横を憎み、建業まで出向くと百官を集めて会合を開いた。自ら殺人の罪を被ることで、国のために憂いを除こうと呂壱の殺害を計画したが、計画を知った呂壱が病と称して会合に来なかったため、果たせなかった。その後も孫登・歩騭・李衡といった家臣らが、度々呂壱の悪事を上奏したため、赤烏元年（238年）ついに孫権に捕縛された。呂壱の悪事を憎んでいた人々は、彼を面前で侮辱したり、惨刑をもって処刑することを望んだが、顧雍と闞沢はこれらのリンチ行為を許さず、法に従って適切に処刑したという。
その後、孫権は中書郎の袁礼を重臣のもとに遣わし、時事について意見を求めた。